# 韓守愚
韓守愚（1465年—？），字希哲，陝西慶陽府合水縣人，軍籍，明朝政治人物。

## 生平
弘治八年（1495年）乙卯科陝西鄉試第三十五名舉人，正德三年（1508年）中式戊辰科會試第三百二十四名，三甲第三名進士。選翰林院庶吉士，授兵部武庫司主事，五年（1510年）八月涉劉瑾逆案，出為濟南府通判，升四川按察司僉事，調江西按察司僉事，嘉靖三年（1524年）二月因久不任，詔巡撫都御史逮問。

## 家族
曾祖韓尚敬，贈通政使司右通政；祖父韓傑，贈通政使司右通政；父韓鼎，戶部右侍郎。母田氏（封淑人）。具慶下。弟韓守忠、韓守忞。